# Kroeskopparadijskraai
De kroeskopparadijskraai (Manucodia comrii) is een zangvogel uit de familie Paradisaeidae (paradijsvogels).

## Verspreiding en leefgebied
Deze soort is endemisch op de D'Entrecasteaux-eilanden en de Trobriand-eilanden ten zuidoosten van Nieuw-Guinea.

## Status
De grootte van de populatie is niet gekwantificeerd maar de soort wordt omschreven als algemeen tot zeer talrijk. Op de Rode lijst van de IUCN heeft deze soort de status niet bedreigd.